# محله‌های تهران
کلان‌شهر تهران، ۲۲ منطقه شهری و ۳۵۲ محله دارد.

## محله‌های قدیمی تهران
تهران تهماسبی از چهار محله تشکیل شده بود به نام‌های سنگلج، اودلاجان (عودلاجان)، بازار و چاله‌میدان. در میانهٔ سلطنت ناصرالدین‌شاه قاجار، چندین محلهٔ تازه در تهران ساخته شد به نام‌های ارگ، چاله حصار، خانی آباد، جوادیه، قنات‌آباد، پاچنار، پامنار، یافت‌آباد، گار ماشین، گود زنبورک‌خانه، صابون‌پزخانه، گود عرب‌ها و دروازه قزوین.
.
هنوز بسیاری از آن محلات با همان اسم و رسم قدیم وجود دارند. محله دولت که به دلیل نزدیکی با کاخ‌های سلطنتی به این نام خوانده می‌شد، خیابان‌های لاله‌زار، خیابان شاه‌آباد، خیابان استانبول، خیابان علاءالدوله (فردوسی) خیابان لختی (سعدی) خیابان واگن‌خانه (خیابان اکباتان) خیابان عین‌الدوله، دوشان‌تپه (ژاله)، نظامیه (بهارستان) و دروازه شمیران را شامل بود.
محله عودلاجان (اودلاجان) تشکیل می‌شد از خیابان جلیل‌آباد (خیام) کاخ گلستان تا ناصریه (ناصر خسرو) و حدود مسجد شاه و شمال بوذرجمهری شرقی و پامنار و جنوب خیابان چراغ برق (امیر کبیر) و میدان توپخانه، که محله کلیمیان و و زرتشتیان مقیم تهران بوده است.
ساکنان بومی محله عودلاجان در تهران اصالتاً از روستای کهنه‌لاجان، واقع در شهرستان پیرانشهر در شمال‌غرب ایران، به این محله مهاجرت کرده‌اند. این مهاجران، پس از استقرار در محل جدید، همچنان به ریشه‌های خود وفادار بودند و برای حفظ ارتباط با زادگاهشان، نام محله را «عودلاجان» گذاشتند که نشان‌دهنده تمایل آن‌ها برای بازگشت به روستای اصلی‌شان بود ولی آنها برای همیشه در این محله ماندگار شدند و امروزه تفاوت بومی و غیربومی در این محله از بین رفته است.
محله سنگلج که بخش اعظم و عمده آن را امروزه پارک شهر تشکیل می‌دهد، در گذشته یکی از مراکز مهم سیاسی بود و با اینکه در حال حاضر تقریباً از بین رفته ولی هنوز اشتهار تاریخی خود را از دست نداده.
چاله حصار یکی دیگر از محلات جنوب تهران بود که چون آن را خاکبرداری و خاکش را به مصرف حصار کشی تهران رسانده بودند، مقدار زیادی چاله گود مانند داشت، بعدها برای تخلیه زباله‌های شهر از آنجا استفاده می‌کردند.
چاله میدان نیز که قبلاً در دوره صفویه خاک آن را به مصرف حصارکشی تهران رسانده بودند، وضعی تقریباً مشابه چاله حصار داشت و محل تخیله زباله تهران به حساب می‌آمد، این محله محدود به جنوب بازار چهل تن و امامزاده سید اسماعیل و میدان مال فروش‌ها، میدان امین السلطان، گمرک، خانی آباد، دروازه غار و پاقاپوق (اعدام) بود.سفرنامه وگردشگری
محله تاریخی امامزاده یحیی واقع بین چهار خیابان ری، امیرکبیر، سیروس (مصطفی‌خمینی کنونی) و بوذرجمهری (۱۵ خرداد فعلی). خانه وزیر مختار فرانسه که سید حسن مدرس دوران نمایندگی مجلس را در آن سکونت داشت و همچنین خانه فخرالملوک در این محله واقع شده‌اند. کوچه امامزاده این محله قبلاً دارای یک درخت تنومند بسیار کهن بود که درون بدنه آن درخت محل کسب کفش‌دوز می‌شد. حمام‌های تاریخی متعددی در این محله بوده یا هستند مانند حمام گلشن، نواب و حمام کوچه هداوند مقابل مسجد هداوند در کوچه میرزا محمود وزیر در قسمت شمالی محله و محله درخونگاه.

## شمال تهران
تجریش، نیاوران، قلهک، دروس، زرگنده، جماران، ازگل، لویزان، مینی سیتی، سوهانک، حسین‌آباد، پاسداران، اقدسیه، هروی، آجودانیه، محمودیه، فرمانیه، کامرانیه، داودیه، دزاشیب، جردن، الهیه، ولنجک، اوین، ظفر، درکه، ونک، زعفرانیه، میرداماد،

## شرق تهران
تهرانپارس (شرقی، غربی، جوادیه، گلشن، اردیبهشت، استخر)،امامزاده یحیی، تهران نو، نارمک، شهرک امید، شهرک زیتون، سرخه حصار، پیروزی، وحیدیه، حکیمیه، نیروی هوایی، نظام آباد، مجیدیه، شمس‌آباد حشمتیه، منصورآباد

## غرب تهران
مرزداران، جنت آباد، پونک، شهرک آزادی، ستارخان، آریاشهر، شهر زیبا، شهران، طرشت، گیشا، زیبادشت، چیتگر، شهرک اکباتان، کوی بیمه، تهرانسر، حصارک، آزادی، فردوس، دهکده المپیک، کن، وردآورد، شهرک گلستان، تهران ویلا، سعادت آباد، شهرک غرب، فرحزاد، چهار دیواری، جیحون، هاشمی، دامپزشکی، مهرآباد، سرو آزاد- آیت الله کاشانی

## جنوب تهران
مشیریه، شهرک مسعودیه، افسریه، شهرک والفجر، عبدل آباد، شهرک شریعتی، خانی آباد نو، نازی‌آباد، نعمت‌آباد، یاخچی‌آباد، آذری، اتابک، خراسان، خزانه فلاح، خزانه بخارایی، مولوی، سیروس، دروازه غار، جوادیه، یافت‌آباد، شوش، شهرری، کوی سیزده آبان، دولت‌آباد، شهرک رسالت، بازار چینی فروشان، کیان شهر، یافت آباد

## مرکز تهران
یوسف‌آباد، امیرآباد، عباس‌آباد، جلفا، خواجه عبدالله، ضرابخانه، بهارشیراز، زرتشت، بهجت‌آباد، تخت جمشید، تخت طاووس، سهروردی، آپادانا، توحید، جمهوری، نادری، استانبول، توپخانه، لاله‌زار، باغ صبا، فاطمی، آرژانتین، آذربایجان، امیریه، منیریه، بازار تهران، سنگلج، امامزاده یحیی

## تاریخچه و معنی نام بعضی از محلات تهران
جماران:
زمین‌های جماران متعلق به سید محمد باقر جمارانی از روحانیان معروف در زمان ناصر الدین شاه بوده است. برخی ازاهالی معتقدند که در کوه‌های این محله از قدیم مار فراوان بوده و مارگیران برای گرفتن
مار به این ده می‌آمدند و دلیل نامگذاری این منطقه نیز همین بوده است و عده‌ای هم
معتقدند که جمر و کمر به معنی سنگ بزرگ است و چون از این مکان سنگ‌های بزرگ
به دست می‌آمده است، آن‌جا را جمران، یعنی محل به‌دست آمدن جمر نامیده‌اند.

لویزان:
این منطقه از گسترش روستای لویزان و شیان شمیرانات بوجود آمده که دارای آب و هوای بسیار مطبوع در گذشته بود.
کامرانیه:
زمین‌های این منطقه ابتدا به میرزا سعیدخان، وزیر امور خارجه‌تعلق داشت، و سپس کامران
میرزا پسربزرگ ناصرالدین شاه، با خرید زمین‌های حصاربوعلی، جماران و نیاوران، اهالی منطقه را مجبور به ترک زمین‌ها کرد و سپس آن جا را کامرانیه نامید.
محمودیه : در این منطقه باغی بوده است که متعلق به حاج میرزا آقاسی بوده است و چون نام او عباس بوده آن را عباسیه می‌گفتند.
نیاوران:نام قدیم این منطقه گردوی بوده است و برخی معتقدند در زمان ناصرالدین شاه نام این ده به نیاوران تغییر کرده است به این ترتیب که نیاوران مرکب از "نیا” (حد، عظمت و قدرت)؛ ”ور” (صاحب) و "ان” علامت نسبت است و در مجموع یعنی کاخ دارای عظمت.
تهران‌نو : در زمان رضا شاه فرانسوی‌ها این محله را با نظم هدسی برای خود ساختند و پس از مدتی به سایر مردم فروختند و چون در آن زمان این محله جدیدترین و نوترین محله تهران بود تهران‌نو نام گرفت.
خیابان‌کشی این محله نظم هندسی دارد و خیابان‌های شمال غربی به جنوب شرقی آن با بهره‌گیری از واژه مهر به‌صورت مهربار، مهرافروز، مهرآور، مهرپرور و مهرآگین نام‌گذاری شده‌اند. البته پس از انقلاب ۱۳۵۷ دگرگون کردن برخی از این نام‌ها، این نظم نامگذاری را به‌هم زده است. تهران‌نو دارای پنج میدان به نام‌های آشتیانی، اطلاعات (از روی دفتر روزنامه اطلاعات که در حوالی آن میدان قرار داشت گرفته شده)، چایچی (از روی نام مهندس چای‌چی که مالک آن زمان اطراف آن میدان بوده گرفته شده)، لوزی (از روی شکل لوزی آن گرفته شده) و امامت یا میدان وثوق (از روی نام وثوق‌الدوله که دز زمان ناصرالدین شاه مالک خانه خای اطراف میدان بوده گرفته شده) است.
تهرانپارس: در دههٔ ۱۳۱۰ خورشیدی ارباب هرمز از بزرگ‌ترین سرمایه داران زرتشتی شهرکی در شمال شرق تهران ساخت و نامش را تهرانپارس گذاشت. سپس شمار فراوانی از زرتشتیان به آنجا کوچ کردند. ارباب هرمز با یاری چند تن از مهندسان نام‌آور خیابان بندی وجدول کشی آنجا را انجام داد. ساختار شهرسازی تهرانپارس برپایهٔ اصول شهرسازی نوین است که هم‌اکنون به عنوان یکی از بهترین طرح‌های شهری به‌شمار می‌رود. درگذشته بخش بزرگی از زمین‌های تهرانپارس از آن زرتشتیان بود. اکنون تهرانپارس بسیار گسترش یافته و در منطقهٔ ۴و۸ شهرداری تهران جای گرفته است. تهرانپارس دارای چهارمیدان است و شهرک‌هایی مانند شهرک امید، شهید بهشتی، فرهنگیان و پارس در آن واقع شده است. از خیابان‌های مهم آن بلوار تیرانداز، خیابان جشنواره، خیابان رشید، خیابان استخر و بلوار وفادار و پروین را می‌توان نام برد.

از آنجا که تهرانپارس درکوهپایه‌های جنوبی رشته کوه‌های البرز و نزدیک به پارک‌های جنگلی سرخه حصار و لویزان می‌باشد از آب و هوای خوبی برخوردار است. از یادمان‌های ارزشمند تهرانپارس که در فهرست آثار ملی ثبت شده است دو باغ و عمارت را می‌توان نام برد. یکی عمارت ارباب هرمز درباغ اناری واقع در خیابان استخر و دیگری رستم باغ با عمارت‌های کهن آن در فلکهٔ دوم تهرانپارس. رستم باغ که بدست ارباب رستم گیو ساخته شده نمونه‌ای از باغ‌های زیبایی است که زرتشتیان در کشورهند و چین نیز ساخته‌اند. تهرانپارس از شمال به بزرگراه شهید بابایی، ازجنوب به محله تهران نو و خیابان دماوند، از خاور به خاک سفید و از باختر به بزرگراه شهید باقری محدود می‌شود.
نارمک: نام محله‌ای واقع در شمال شرق تهران است. در گذشته دهی در ۹ کیلومتری جنوب شرقی تجریش و ۵ کیلومتری راه شوسهٔ دماوند به تهران بوده است.
محله شهرک زیتون: در سال ۱۳۶۵ جهت سکونت کارکنان وزارت کشاورزی ۲۴۰ هکتار از زمین‌های منابع طبیعی فاقد کاربری را با فروش به تعاونی مسکن شماره یک با تفکیک وارایه سند رسمی واگذار گردید. اختلاف سازمان محیط زیست با وزارت کشاورزی در واگذاری پس از رأی دیوان عدالت اداری به نفع مالکین والزام شهرداری تهران به صدور مجوز منازل ویلایی منتظر حمایت سازمان زمین شهری در ساخت منازل ویلایی در جهت توسعه پایدار شرق تهران می‌باشد.
محله نارمک تهران که به محله صد میدان معروف است، دارای ۷/۱۲ کیلومتر مربع مساحت و سه ناحیه شهری است. ۸۹ هزار و ۱۰۳ خانوار با ۳۳۶ هزار و ۷۷۲ نفر جمعیت دارد. این منطقه یکی از قدیمی‌ترین مناطق تهران است که در قدیم، نام آن ده نارمک بوده است، یکی از مناطق خوش آب و هوا و سردسیری تهران به‌شمار می‌رود. این محله که در ضلع شمالی محله تهران‌نو واقع شده، به همراه محله تهرانپارس در دههٔ ۲۰ توسط فرانسوی‌ها ساخته شد.
این محله دارای ۱۰۰ میدان سرسبز می‌باشد و میدان نبوت (هفت حوض) در نارمک حالت مرکزی و تجاری دارد و از شمال و جنوب به سی‌متری نارمک (خیابان آیت) و از شرق به غرب به خیابان گلبرگ متصل می‌شود. این محله دارای مسجدهای بسیار است که یکی از مساجد معروف مسجد جامع نارمک در خیابان سمنگان است. نارمکاز شمال به خیابان فرجام از غرب به بزرگراه امام علی و از شرق به بزرگراه باقری و از جنوب به خیابان دماوند و خیابان نظام آباد متصل می‌گردد.
خیابان‌های مهم آن آیت، شهید ثانی (۴۵متری نارمک)، هنگام، رسالت، سامان، سمنگان، دردشت، فرجام و مدائن و قنبریان و خیابان شیرمرد … است.
این محله در سال ۱۳۳۰ شمسی برای سکونت فرهنگیان آموزش و پرورش ساخته شد.
ونک: نام ونک تشکیل شده است از دو حرف (ون) به نام درخت و حرف (ک) که به صورت صفت ظاهر می‌شود.
یوسف آباد:منطقه یوسف آباد را میرزا یوسف آشتیانی مستوفی‌الممالک در شمال غربی دارالخلافه ناصری احداث کرد و به نام خود، یوسف آباد نامید.
پل چوبی:قبل از این که شهر تهران به شکل امروزی خود درآید، دور شهر دروازه‌هایی بنا شده بود تا دفاع از شهر ممکن باشد.
یکی از این دروازه‌ها، دروازه شمیران بود با خندق‌هایی پر از آب در اطرافش که برای عبور از آن، از پلی چوبی استفاده می‌شد. امروزه از این دروازه و آن خندق پر از آب اثری نیست، اما این محل همچنان به نام پل چوبی معروف است.
شمیران:نظریات مختلفی دربارهٔ این نام شمیران وجود دارد. یکی از مطرح‌ترین دلایل عنوان
شده ترکیب دو کلمه سمی یا شمی به معنای سرد و «ران» به معنای جایگاه است و
در واقع شمیران به معنای جای سرد است. همچنین در نظریه دیگری به دلیل وجود قلعه نظامی در این منطقه به آن شمیران می‌گفتند و همچنین برخی نیز معتقدند که یکی از نه ولایت ری را شمع ایران می‌گفتند که بعدها به شمیران تبدیل شده است.
فرحزاد:این منطقه به دلیل آب و هوای فرح بخشش به این نام معروف شد.
البته نام اصلی آن «فره زاد» بوده و گویا به سبب پیدایش آب در آنجا آن را «توشه با عظمت» شمرده‌اند.
گیشا:نام گیشا که در ابتدا کیشا بوده است برگرفته از نام دو بنیان‌گذار این منطقه آقایان کینژاد و شاپوری می‌باشد.
منیریه:منیریه در زمان قاجار یکی از محله‌های اعیان‌نشین تهران بوده و گفته شده نام آن از نام زن کامران‌میرزا، یکی از صاحب‌منصبان قاجار، به نام منیر گرفته شده است.
داودیه (بین میرداماد و ظفر):میرزا آقاخان نوری صدراعظم این اراضی را برای پسرش، میرزا داودخان، خرید و آن را توسعه داد.
این منطقه در ابتدا ارغوانیه نام داشت و بعدها به دلیل ذکر شده داودیه نام گرفت.
درکه:اگر چه هنوز دلیل اصلی نامگذاری این محل مشخص نیست اما برخی آن را مرتبط به نوعی کفش برای حرکت در برف که در این منطقه استفاده می‌شده و به زبان اصلی «درگ» نامیده می‌شده است دانسته‌اند.
دزاشیب (در نزدیکی تجریش):روایت شده است که قلعه بزرگی در این منطقه به نام «آشِب» وجود داشته است و در گذشته نیز به این منطقه دزآشوب و دزج سفلی و در لهجه محلی ددرشو می‌گفتند.
عقیده اهالی بر این است که به دلیل اهمیت آبادی قلهک.
پل رومی:پل رومی در واقع پل کوچکی بوده که دو سفارت روسیه و ترکیه را هم متصل می‌کرده است.
عده‌ای هم معتقدند که نام پل از مولانا جلال‌الدین رومی گرفته‌شده است.
جوادیه (جنوب تهران):بسیاری از زمین‌های جوادیه متعلق به آقای فرد دانش بوده است که اهالی محل به او جواد آقا بزرگ لقب داده بودند. مسجد جامعی نیز توسط جواد آقا بزرگ در این منطقه بنا نهاده است که به نام مسجد فردانش هم معروف است.
سیدخندان:سید پیری دانا و شیرین سخن بوده که پیش گویی‌های او زبانزد مردم در سی یا چهل سال پیش بوده است.
دلیل نامگذاری این منطقه نیز احترام به این پیرمرد بوده است.
فرمانیه:در گذشته املاک زمین‌های این منطقه متعلق به کامران میرزا نایب‌السلطنه بوده است و بعد از مرگ وی به عبدالحسین میرزا فرمانفرما فروخته شده است.
آجودانیه:آجودانیه در شرق نیاوران قرار دارد و تا اقدسیه ادامه پیدا می‌کند. آجودانیه متعلق به رضاخان اقبال السلطنه وزیر قورخانه ناصرالدین شاه بوده، او ابتدا آجودان مخصوص شاه بوده است.
اقدسیه:نام قبلی اقدسیه (تا قبل از ۱۲۹۰ قمری) حصار ملا بوده است. ناصرالدین شاه زمین‌های آنجا را به باغ تبدیل و برای یکی از همسران خود به نام آمینه اقدس (اقدس الدوله) کاخی ساخت و به همین دلیل این منطقه به اقدسیه معروف شد.سفرنامه و گردشگری
جوانمرد قصاب جنوب تهران
جوانمرد قصاب نام یک شخصیت نیمه افسانه‌ای، نیمه تاریخی، و آرامگاهی (بقعه) در نزدیکی شهر ری است. محله پیرامون این بقعه نیز محله جوانمرد قصاب نام دارد. این محل بسیار زیباست و به نسبت بقیه جاهای تهران از آلودگی کمتری رنج می‌برد.
در برخی آثار کهن جغرافیایی و تاریخی نیز از مقبره جوانمرد قصاب یاد شده است و این گمان را پدیدمی‌آورد که شاید جوانمرد قصاب شخصیت تاریخی ناشناخته‌ای باشد. حمدالله مستوفی از مدفن او در ری و عبدالرزاق سمرقندی در ذکر وقایع از مدفن او در سرخس یاد کرده‌اند. به‌نظر قزوینی جوانمرد قصابِ مدفون در سرخس به جوانمرد قصابِ ری ربطی ندارد.[۴] امروزه نیز در جنوب تهران به سوی ری، در زمین‌های منصورآباد در منطقه بیستم شهرداری تهران بقعه‌ای به نام جوانمرد قصاب هست که به احتمال زیاد بعد از عهد فتحعلی شاه در (۱۲۱۲–۱۲۵۰) ساخته شده است.
ابیات لوحه قبرِ داخل بقعه نشان می‌دهد که صاحب آن را همان پیر افسانه‌ای صنف قصاب دانسته‌اند. محله اطراف بقعه نیز جوانمرد قصاب نام گرفته و قصه جوانمرد قصاب برای مردم این محل، معروف و مقبره او زیارتگاه است. مقبره‌های دیگری هم در برخی روستاها به نام جوانمرد قصاب وجود دارد [۶] و احتمال دارد همه آن‌ها مقبره‌هایی نمادین برای شخصیت افسانه‌ای جوانمرد قصاب باشند.
"'شهرری"' ：راگا به ایران باستان یعنی شهر سلطنتی